# CD-RW

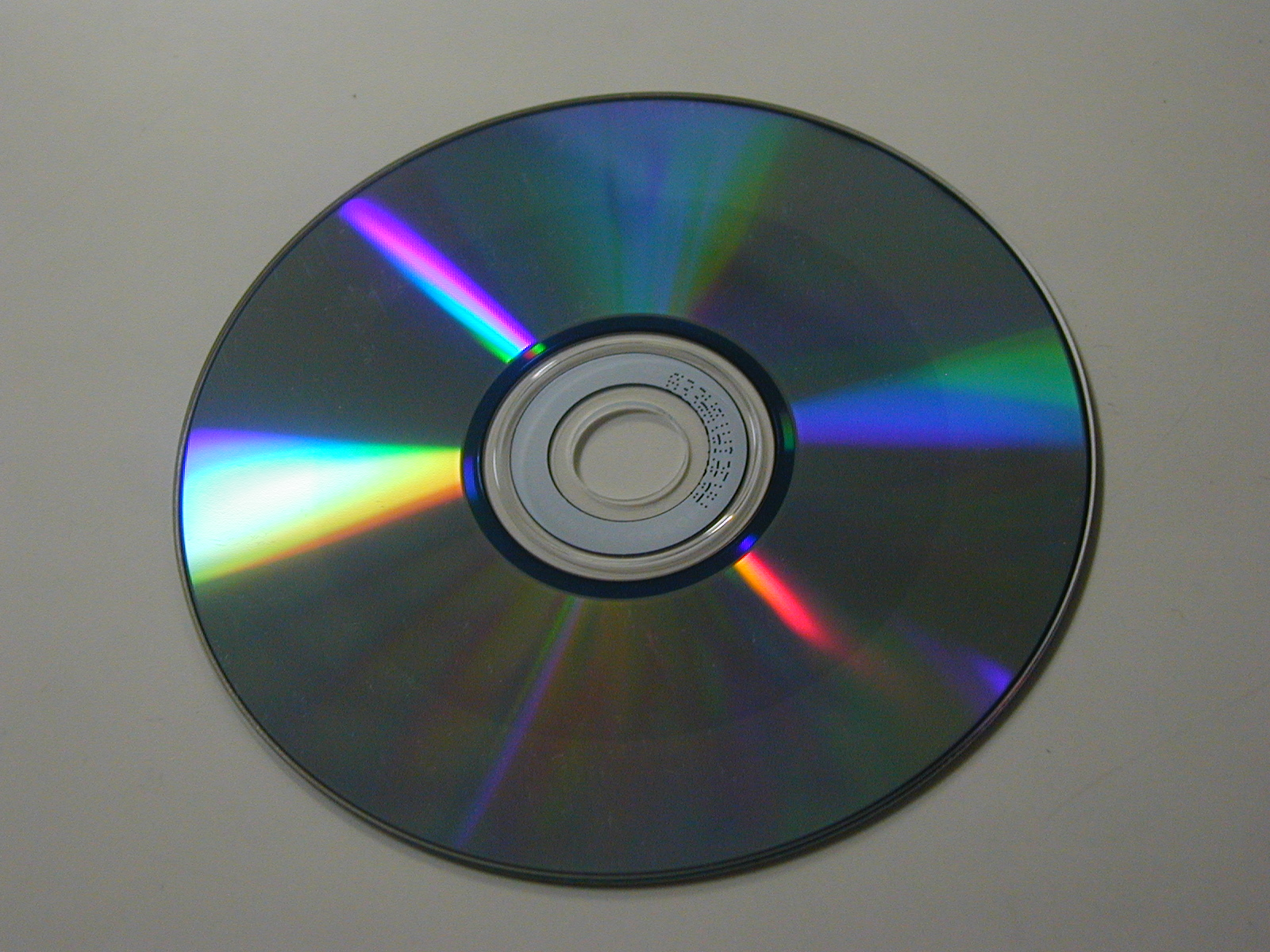
záznamová strana CD-RW média

Média CD-RW (Compact Disk ReWritable) mají všechny vlastnosti jako CD-R, navíc však umožňují smazání jejich obsahu a nahrání nového. Počet takových přepisů (rewrite) se uvádí kolem 1000. Na rozdíl od CD a CD-R má toto médium v sobě chemickou vrstvu, která může být v amorfní nebo krystalické struktuře; tyto fáze se liší odrazivostí (reflektivitou).

## Charakteristika média

### Složení chemické vrstvy
Aktivní vrstva umožňující laserový záznam digitálních informací se v dnešní době skládá především ze sloučenin:
- Ge-Sb-Te (Germanium, Antimon, Tellur)
- Ag-In-Sb-Te (Stříbro, Indium, Antimon, Tellur)

### Princip detekce
Detekce probíhá na základě rozdílné odrazivosti krystalické a amorfní vrstvy (odrazivost krystalické vrstvy je přibližně o 10 % vyšší než u amorfní vrstvy). Potřebný výkon laseru pro úspěšnou detekci se pohybuje v řádech desetin mW.

### Princip zápisu
Zápis je realizován krátkým pulsem o vysokém výkonu (řádově desítky mW), kdy dojde k ohřátí záznamové vrstvy nad teplotu tání a následnému rychlému chladnutí záznamové vrstvy za vzniku amorfní struktury.

### Vymazání zápisu
Mazání z těchto médií je realizováno delším pulsem o nižším výkonu (řádově jednotky mW) než u zápisu. Tak dochází pouze k zahřátí nad teplotu krystalizace, při níž dochází k rekrystalizaci vrstvy → smazání záznamu.